# Norbert Strotmann
Norbert Klemens Strotmann Hoppe MSC, llamado Norberto Strotmann, (Riesenbeck, 14 de agosto de 1946) es un religioso católico alemán, teólogo y profesor universitario. Es obispo de la diócesis de Chosica en el oriente de Lima desde 1996.

## Biografía
En 1966, Strotmann se graduó del Kardinal-von-Galen-Gymnasium en Hiltrup, que en ese momento era operado en la provincia del norte de Alemania de Herz-Jesu-Missionären, los llamados "Misioneros de Hiltruper". En 1967, se unió a los Misioneros del Sagrado Corazón y estudió filosofía y teología en la Facultad de Teología de la Universidad de Innsbruck y en la Universidad del Ruhr de Bochum. Ya durante sus estudios, había realizado trabajos de misionero en Puquio, en la región peruana de Ayacucho, donde fue ordenado diácono en 1972. Fue ordenado sacerdote el 3 de noviembre de 1973 en Puquio por el obispo Luis Bambarén Gastelumendi. En 1973, recibió su doctorado de manos de Julius Morel en Innsbruck con su obra El lenguaje del diálogo entre marxistas y cristianos. También obtuvo un diploma en sociología en la Universidad de Bielefeld.
Luego se desempeñó como superior regional y director del Seminario de Misioneros del Sagrado Corazón en Perú. También fue profesor de teología fundamental y doctrina social católica en la Facultad de Teología Pontificia y Civil de Lima (FTPCL) y de 1986 a 1992 director del Centro de Investigaciones Teológicas (CINTE). En 1992 asumió como rector de la FTPCL. En 1992 la Santa Sede lo nombró miembro de la Comisión Teológica Internacional.
En 1992 fue nombrado obispo titular de Caere por el Papa Juan Pablo II y nombrado obispo auxiliar en la Arquidiócesis de Lima. Él mismo fue ordenado obispo el 6 de enero de 1993 en Roma por el Papa Juan Pablo II; Los co-consagradores fueron el arzobispo Giovanni Battista Re, entonces jefe de la Secretaría de Estado y luego cardenal de la Curia, y el arzobispo Justin Francis Rigali, entonces secretario de la Congregación para los obispos y luego cardenal. El lema de Strotmann es Fides per caritatem ("Creer en el amor").
En diciembre de 1996, fue nombrado por primera vez administrador apostólico y en enero de 1997 nombró al primer obispo de la recién fundada Diócesis de Chosica, que incluye los distritos orientales de Lima, la capital peruana.
En 1992, se convirtió en miembro del Grupo de Reflexión Teológica de la Conferencia Episcopal Latinoamericana (CELAM) y luego de otros compromisos. Desde 2007 es responsable de la sección de educación superior de la Conferencia Episcopal Latinoamericana (CELAM) en el subárea de cultura y educación, que incluye principalmente a las numerosas universidades católicas de América Latina. Es miembro de la Comisión para la Doctrina de la Fe y de la Comisión para la Acción Social de la Conferencia Episcopal Peruana.
Ha publicado varios trabajos académicos y libros sobre el tema de la enseñanza social en América del Sur. Entre otras cosas, está involucrado en la enseñanza social cristiana en el marco de los seminarios de la Fundación Konrad-Adenauer y otras conferencias internacionales. Strotmann está particularmente comprometido con las preguntas sobre el futuro de América Latina.
Informa regularmente sobre su trabajo en su diócesis, que recibe apoyo material y personal de su orden, en Hiltruper Jahreshefte, la revista de los misioneros de Hiltruper.

## Honores y premios
- Doctorado Honorario en Letras Humanitarias de la Universidad del Sagrado Corazón de Fairfield, Connecticut, EE. UU. (2010)[8]
- Doctor honoris causa de Stonehill College, North Easton, Massachusetts, EE. UU. (2010)

## Escritos
- Norberto Strotmann: "La situación de la teología : aspectos, perspectivas, criterios", Facultad de Teología Pontificia y Civil de Lima, Lima 1985
- Norberto Strotmann: "Estado y sociedad en el Perú : documentos de la Semana Social del Perú 1989", Gráfica San Pablo, Lima 1989
- Norberto Strotmann: "Teología y pensamiento social : aportes", Facultad de Teología Pontificia y Civil de Lima, 1989
- Norberto Strotmann: "Teología y pensamiento social", Facultad de Teología Pontificia y Civil de Lima, 1989–1995
- Norberto Strotmann: "Centesimus Annus : el reto de la doctrina social de la Iglesia ante la situación del Perú", Conferencia Episcopal Peruana, Lima 1991
- Norberto Strotmann: "Teología y pensamiento social. 3", Instituto de Teología Pastoral "Fray Martín", Lima 2007
- Norberto Strotmann, José Luis Pérez Guadalupe: La iglesia después de 'Aparecida' : cifras y proyecciones, in:   Colección Quaestiones disputatae, Instituto de Teología Pastoral "Fray Martín", Lima 2008